# ولادیمیر پاشنیک
ولادیمیر آرتمویچ پاشنیک (۱۲ اکتبر ۱۹۳۷ استالینگراد، اتحاد جماهیر شوروی – ۲۱ نوامبر ۲۰۰۱؛ ویلتشر، انگلستان) زیست‌شناس ارشد و متخصص جنگ‌افزار زیستی شوروی بود که در سال ۱۹۸۹ به بریتانیا پناهنده شد و اطلاعاتی دربارهٔ ابعاد گسترده برنامهٔ جنگ‌افزارهای بیولوژیکی محرمانه مسکو، معروف به بیوپراپارات، به دستگاه‌های اطلاعاتی غربی ارائه کرد. افشاگری‌های او مبنی بر اینکه این برنامه ده برابر بزرگتر از تخمین‌های قبلی است، در سال ۱۹۹۲ با پناهندگی سرهنگ کاناتجان آلیبکوف، دانشمند دوم این برنامه، به ایالات متحده تأیید شد.

## زندگی‌نامه
ولادیمیر پاشنیک اهل لنینگراد بود و بسیاری از اعضای خانواده‌اش، از جمله والدینش، در محاصره شهر به دست نازی‌ها در جنگ جهانی دوم جان خود را از دست دادند. او در دانشگاه پلی‌تکنیک لنینگراد تحصیل کرد و به‌عنوان یکی از برترین دانشجویان این مؤسسه فارغ‌التحصیل شد. پاشنیک در ابتدا در زمینه مطالعه پلیمرها برای استفاده‌های بیولوژیکی در مؤسسه ترکیبات مولکولی بالا در لنینگراد تخصص یافت. هدف این تحقیقات توسعه آنتی‌بیوتیک‌ها و سایر درمان‌های جدید بود.
در سن ۳۷ سالگی در سال ۱۹۷۴ پاشنیک با دعوت یکی از ژنرال‌های وزارت دفاع شوروی فرصت یافت تا مؤسسه بیوتکنولوژی خود را در لنینگراد تأسیس کند. به او «بودجه‌ای نامحدود» برای خرید تجهیزات از غرب و استخدام بهترین نیروها داده شد. آزمایشگاهی که او ایجاد کرد در واقع بخشی از برنامه سراسری بیوپراپارات بود. این مؤسسه با نام مؤسسه تهیه‌های بیوشیمیایی فوق‌العاده خالص، به‌طور خاص بر روی سویه‌ای از طاعون به نام یرسینیا پستیس کار می‌کرد. این آزمایشگاه از سال ۱۹۸۱ شروع به فعالیت کرد و طی دو سال، پاشنیک متوجه شد که برخلاف آنچه به او وعده داده شده بود، به جای انجام تحقیقات غیرنظامی مرتبط با تولید واکسن، او بخشی از شبکه‌ای وسیع از آزمایشگاه‌ها و کارخانه‌هایی است که در یک برنامه بزرگ جنگ‌افزارهای بیولوژیکی مشارکت دارند. بنا بر اظهارات پاشنیک، مؤسسه‌ای که او مدیریت می‌کرد، با تیمی حدود ۴۰۰ نفر، بر روی تغییر موشک‌های کروز برای انتشار طاعون تحقیق می‌کرد. این سامانه جنگ‌افزاری قرار بود با پرواز در ارتفاع پایین از سیستم‌های هشدار اولیه عبور کرده و از ربات‌های پرنده برای پخش ابرهایی از عوامل بیماری‌زای آئروسل‌شده بر روی دشمنان استفاده کند. تیم تحقیقاتی موفق به تولید نسخه‌ای آئروسل‌شده از میکروب طاعون شد که می‌توانست خارج از آزمایشگاه زنده بماند. این نسخه از ارگانیسم به‌طور ژنتیکی مهندسی شده بود تا در برابر آنتی‌بیوتیک‌ها مقاوم باشد.
پاشنیک در میانه دهه ۱۹۸۰ به‌طور فزاینده‌ای ناراضی شد. ("شب‌ها نمی‌توانستم بخوابم، وقتی به کاری که انجام می‌دادیم فکر می‌کردم"، او به مأموران بریتانیایی‌اش گفت) او در سال ۱۹۸۸ شروع به برنامه‌ریزی برای پناهندگی کرد اما هرگز اجازه سفر به خارج از کشور را نداشت. فرصت او در تابستان ۱۹۸۹ پیش آمد، زمانی که به پاس عملکردش به او اجازه داده شد به تولوز سفر کند تا قراردادهای یک معامله در حال انجام با یک سازنده فرانسوی تجهیزات آزمایشگاهی شیمیایی را امضا کند. اما به جای امضا به سفارت بریتانیا در پاریس مراجعه کرد. پس از افشاگری‌های پاشنیک، دولت شوروی ادعا کرد که تحقیقات او برای دفاع در برابر حملات جنگ‌افزارهای بیولوژیکی دشمن انجام شده و این برنامه متوقف شده است.
دولت بریتانیا در اوایل سال ۱۹۹۳ به پاشنیک اجازه داد تا علنی صحبت کند. سال بعد، نویسنده‌ای به نام جیمز آدامز داستان او را در کتابی به نام «جاسوسان جدید» روایت کرد. پاشنیک در ویلتشایر زندگی می‌کرد و در مرکز تحقیقات میکروبیولوژی کاربردی وزارت بهداشت بریتانیا (CAMR) در پورتون داون، نزدیک سالزبری، کار می‌کرد. او همچنین شرکت Regma Biotechnologies را تأسیس کرد که در زمینه تحقیق دربارهٔ سل و سایر عفونت‌های مقاوم به دارو فعالیت داشت.
پاشنیک در سال ۲۰۰۱ در سالزبری بر اثر سکته درگذشت. همسرش ناتاشا و یک دختر و دو پسر از او باقیمانده‌اند. به گفته یکی از پسرانش، نیکیتا، او همیشه انتظار داشت که کاگ‌ب (یا سازمان جانشین آن سرویس امنیت فدرال روسیه) با او برخورد کند.